# Immensee
Immensee ist eine Ortschaft in der politischen Gemeinde Küssnacht im Schweizer Kanton Schwyz.

## Geografie
Das Dorf Immensee liegt eingebettet zwischen der Rigi-Nordflanke und der Halbinsel Chiemen an einer Bucht des Zugersees auf einer Höhe von 416 m ü. M.

## Bevölkerung
- Religion: rund 64 % römisch-katholisch, 10 % reformiert
- Ausländeranteil: 4,92 % (2012)

## Geschichte
Immensee wurde erstmals im Jahr 1048 als Imisee erwähnt, 1260 dann als lacus Ymmois. Der Name stammt vom Ritter Immo von Buonas, der hier am Zugersee das Fischereirecht besass. Beim Franzoseneinfall 1798 fanden in Immensee Kämpfe gegen die Franzosen und 1847 Scharmützel im Sonderbundskrieg statt.
Berühmt wurde die Hohle Gasse, welche die Gemeinde mit dem Bezirkshauptort Küssnacht verbindet.
Hier soll im Jahr 1307 die Ermordung von Landvogt Hermann Gessler durch Wilhelm Tell stattgefunden haben.
1896 gründete der savoyische Priester Pierre Barral das Missionshaus Bethlehem und das Gymnasium Immensee.
Im Sommer 2021 wurden neben dem Schiffsteg Reste einer Pfahlbausiedlung entdeckt.

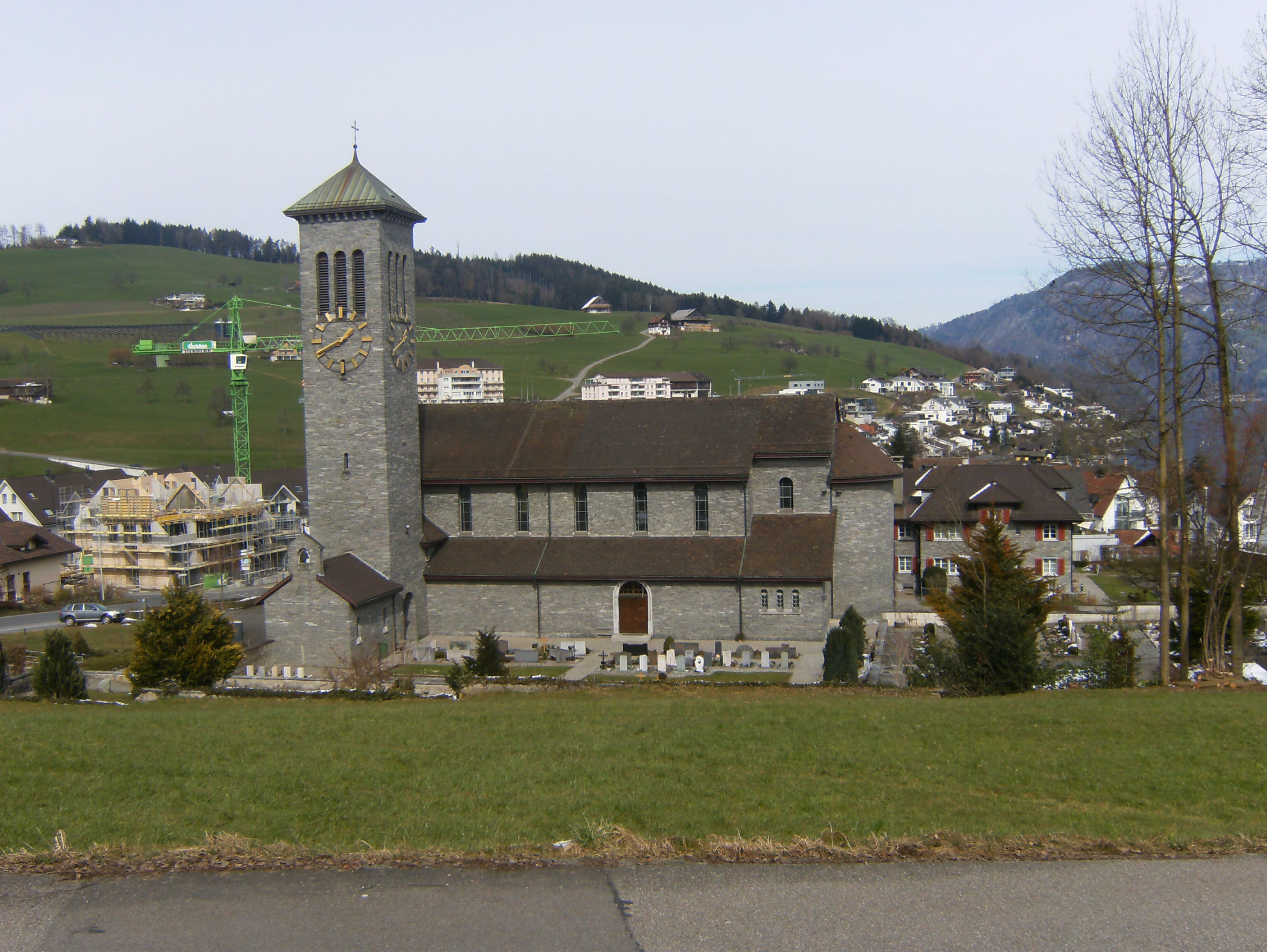
Pfarrkirche St. Sebastian
Historisches Luftbild von Walter Mittelholzer von 1934

## Verkehr
Besonders ist der Durchfahrtsort Immensee von der Verkehrsentwicklung betroffen. Durch die Anbindung zum Gotthard führt die Autobahn A4 sowie die Bahntrasse der Südbahn am Ort und am Zugersee vorbei, was zu einer sehr hohen Lärmbelästigung führte. Durch den Bau von Schallschutzwänden 2022/2023 an der A4 wurde ein entscheidender Beitrag zur Einschränkung der Lärmbelästigung geleistet.
1852 verkehrte das erste Dampfschiff auf dem Zugersee. 1882 wurde die Gotthardverbindung zur Aargauischen Südbahn in der Station Immensee verwirklicht.